# Koptská pravoslavná církev

Koptský kříž

Koptská pravoslavná církev (koptsky Ϯⲉⲕ'ⲕⲗⲏⲥⲓⲁ 'ⲛⲣⲉⲙ'ⲛⲭⲏⲙⲓ 'ⲛⲟⲣⲑⲟⲇⲟⲝⲟⲥ ti.eklisia en.remenkimi en.orthodoxos) je největší křesťanskou církví v Egyptě (minimálně 8–9 milionů obyvatel), která patří do skupiny starobylých východních církví a která neuznává christologii Chalkedonského koncilu (451). Vydělila se z ní Koptská katolická církev, která má plné společenství s římským papežem. Hlavou církve je od listopadu 2012 Theodoros II., tj. Tavadros II., papež a patriarcha Alexandrie (od středověku sídlí v Káhiře).
Koptské křesťanství řadíme do velké rodiny tzv. orientálně-pravoslavných církví a jeho rozšíření v Egyptě je spojováno s misijní činností apoštola a evangelisty svatého Marka, který byl prvním biskupem v egyptské Alexandrii, kde vedl tamní křesťanskou obec. Samotné slovo KOPT je řeckého původu a znamená „obyvatel Egypta, Egypťan“, neboť koptské křesťanství nalezneme převážně právě v Egyptě, ale také v dalších zemích Afriky, převážně jižně od Egypta (Etiopie, Eritrea, Súdán…), kam z Egypta přišlo.

## Historie

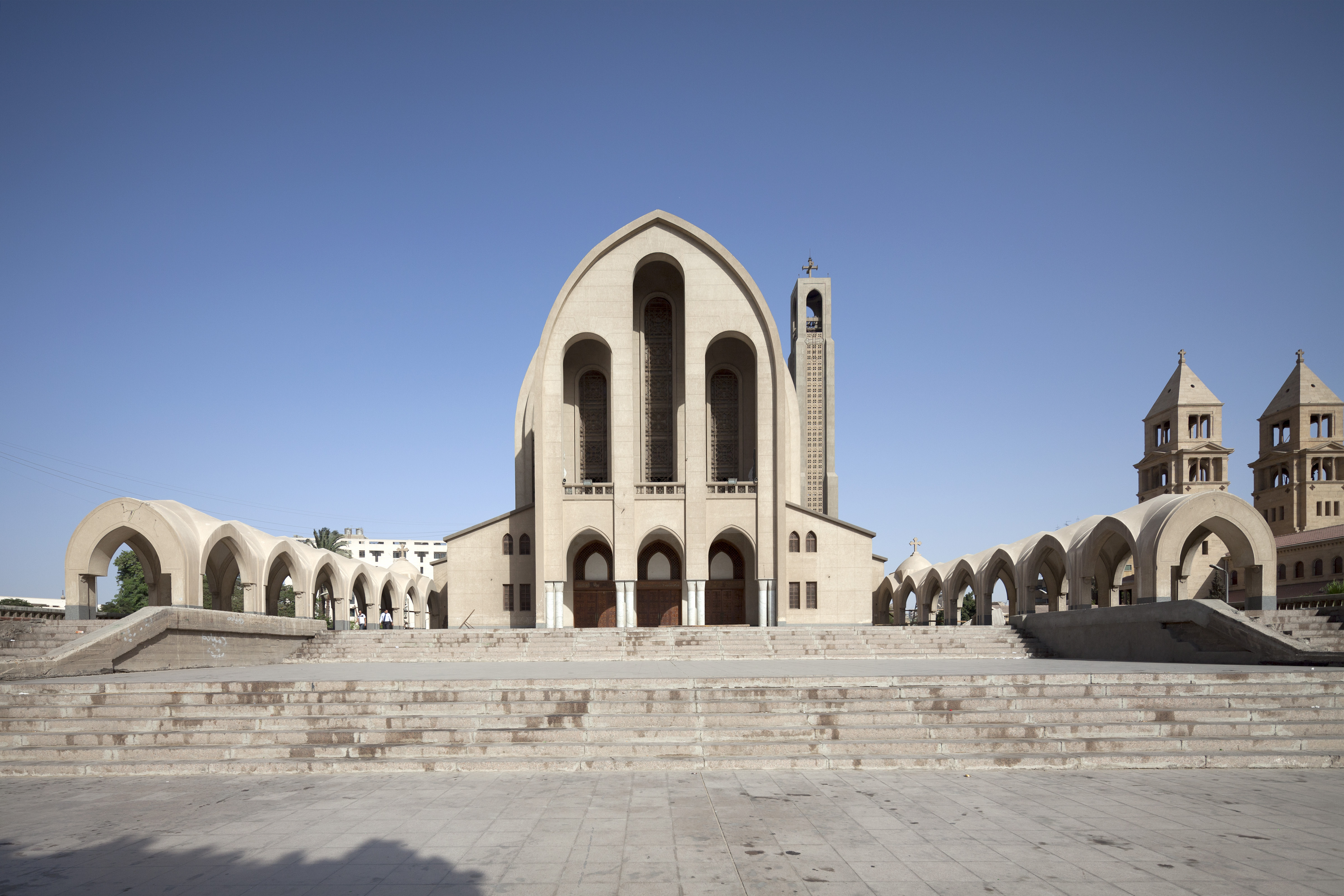
Koptská katedrála svatého Marka v Káhiře

První zmínky můžeme najít již v Bibli, kde se o křesťanství mluví ve spojitosti s Egyptem, konkrétně v Matoušově evangeliu se píše o útěku svaté rodiny z Izraele do Egypta na příkaz Boha, aby Herodes Veliký, izraelský vládce, čerstvě narozeného Ježíše (Krista) spolu s dalšími novorozeňaty (v Betlémě) nezahubil. Postupné rozšiřování křesťanské (koptské) církve v Egyptě v letech 55 až 61 n. l. probíhalo zejména díky výše zmíněnému alexandrijskému biskupovi Markovi, který roku 68 zemřel mučednickou smrtí. Traduje se legenda o příchodu svatého Marka do Alexandrie, ve které si měl tento světec při vstupu na alexandrijskou půdu rozbít řemínek na botě. Následně botu donesl místnímu obuvníkovi ke spravení, ten si však propíchl připraveným šídlem ruku. V bolesti obuvník zvolal „Heis ho Theos“ (Bůh je jeden), načež se mu rána zázračně zhojila. Po tomto zázraku mu Marek pověděl o své křesťanské víře, a tím pak získal mnoho dalších následovníků.
V prvním století Alexandrie (spolu s Antiochií, Jeruzalémem a Římem) patřila k nejvýznamnějším centrům křesťanství. Velké ztráty tato církev utrpěla již v roce 284 n. l., kdy za vlády císaře Diokleciána (284–305) nastalo velké pronásledování egyptských křesťanů. Po konci pronásledování se postupně projevovaly dlouholeté tendence Egypťanů vyznávat, pro ně typické, heretické víry (gnóze, arianismus, monofyzitství), proti níž se snažili zbylí mniši z alexandrijské katechetické školy bojovat. Chalkedonský koncil (451) nebyl v Egyptě příznivě přijat. Terminologické a jazykové rozdíly, ale v neposlední řadě i separatistické tendence vedly k věroučné roztržce s Konstantinopolí a obecně s vyznavači závěrů chalkedonského sněmu. Vzájemné nevraživosti mezi oběma patriarcháty vedly k mnoha pronásledováním.
7. století bylo pro koptskou církev ve znamení začátku násilné arabizace, kdy Arabové Egypt zcela ovládli a nastolili zde islám. Za jejich působení se z koptštiny postupně stal jen liturgický jazyk, který je velice podobný jazyku starých Egypťanů. Koptština byla hovorovým jazykem na severu Egypta až do 11. stol. a v Horním Egyptě až do 17. stol. Za pontifikátu (úřadování) patriarchů Cyrila V. (Kirellos V.,1874–1928) a Cyrila VI.(Kirellos VI.,1959–1971) začalo koptské křesťanství opět vzkvétat díky zakládání mnoha církevních škol jak pro chlapce, tak i pro děvčata. Bohužel, kvůli stálému útisku ze strany muslimů zažívají koptové až dodnes těžké časy.

## Život v církvi
Koptové tvoří výlučně endogamní společenství, kde je nemyslitelné, aby si jakýkoli příslušník koptské církve vybral za partnera vyznavače islámu. V tomto případě by byl vyřazen z církve, křesťanské společnosti a také zatracen celou rodinou, protože muslimské právo šarí´a vyžaduje po obou partnerech, aby bezpodmínečně vyznávali jen islám. Kvůli těmto případům se církev snaží podnikat nejrůznější kroky tak, aby případnému sňatku co nejdříve zabránila. Jedná se např. o vynucené pobyty v klášteře, kde jsou potenciálním hříšníkům vysvětleny ztráty spojené se sňatkem s vyznavačem islámu a přechodem na muslimskou víru a také následky takového činu. Tomu se církev rovněž snaží předcházet důslednou křesťanskou výukou a výchovou.
Předcházejícím hlavním představitelem této církve byl alexandrijský papež Svatost Šenuda III. (od 1971 do 2012), který žil v Káhiře. Tento papež převzal od protestantů model „nedělních škol“, kde se již malé děti učí základy křesťanství a tradicím s tím spojených. Důraz je především kladen na výchovu mladých dívek s apelem na jejich křesťanské cítění, na to, aby se staly dobrými matkami a své potomky vedly v náboženském duchu. Dívky se v této škole učí i praktickým činnostem (šití, vaření), které poté mohou zužitkovat při charitativních činnostech.
Rodina a její autorita patří k hlavním hodnotám koptských křesťanů. Hraje významnou roli v životě mladé dívky, která je v podstatě až do svatby pod dozorem rodičů. Rodiče rovněž vybírají ženicha, tudíž větší volnost koptských chlapců je jen zdánlivá, neboť si musí stále hlídat svoji dobrou pověst, aby u rodičů dívky obstáli.
Na životě v církvi se kopt může podílet dvěma způsoby: pasivně – navštěvuje bohoslužby a nábožensko-vzdělávací programy, nebo aktivně – jako chádim (služebník-katecheta, akolyta), či šammás (diakon-jáhen). Aktivně se na církevním životě podílejí především ženatí muži, či vdané ženy, čímž zvyšují prestiž své rodiny, avšak nezřídka se k této činnosti hrnou i nezadaní jedinci.
- Chádim – tj. katecheta,akolyta – má za úkol především vzdělávání ostatních věřících a dětí, organizaci nejrůznějších náboženských poutí a charitativní činnost. Zároveň vykonává administrativní služby a pomáhá věřícím.
- Šammás – tj. jáhen – provádí liturgické mše, převážně v koptštině, což může vykonávat pouze muž. Také k jeho činnosti patří vzdělávání a organizace, jako u chádima, kterou již mohou vykonávat i ženy (diakonisy).
- Kněží – v této ortodoxní církvi mohou být vysvěceni i ženatí muži. Manželství není překážkou kněžského svěcení. Jejich manželky se pak stávají chádimami (presbyterami), čímž získávají zvláštní poslání, které musí ctít a dodržovat. Vdovci a vdovy z takového manželství však nesmějí uzavřít nový sňatek.
- Mnich – může se jím stát každý, kdo dokončil vysokou školu a splnil povinnou vojenskou službu. Zvýšení požadavků na jejich vzdělání prosadil papež Šenuda III. (1971–2012) reformou mnišského života, díky níž stále více věřících chce získat tuto náboženskou funkci. Důraz je kladen i na to, aby budoucí mnich byl spokojen se svým dosavadním životem, a důvodem stát se mnichem by měla být výhradně touha po životě s Bohem.
- Monaška – jedná se o ženu, která podobně jako mnich, zasvěcuje svůj život Bohu. Avšak na rozdíl od požadavků na mnicha, monaška musí splňovat odlišná kritéria. Stát se jí může pouze mladá dívka do 25 let s dobrou pověstí a musí být prokazatelně pannou.
- Služebná sestra (arabsky mukarrasa, koptsky tasúni) – tento post získá poslušnice (poslušenství – tj. noviciát, trvá 3 roky, až pak se žena stane monaškou a muž mnichem), která není shledána způsobilou pro život ve společnosti modlitebních mnišek. Činnost těchto žen spočívá především v lékařské pomoci a milosrdenství, kdy nezáleží na tom, zda jsou potřebnými křesťané, či muslimové. Na rozdíl od monašek, které se svým způsobem zřekly běžného života, služebné sestry ve světském prostředí stále zůstávají.

## Koptské mnišské hnutí
Za zakladatele tohoto specifického způsobu života je pokládán sv. Antonín Veliký (251–356), který byl následovníkem sv. apoštola Marka a stal se představitelem asketického způsobu života v tamní pouštní oblasti. Hlavní tezí tohoto odříkavého způsobu žití byla myšlenka, že duši lze zachránit pouze odmítáním světa jako takového. První mnišské komunity byly zakládány již od 3. století, a první z nich založil sám sv. Antonín v Nitrii (Al Barnoudji). Další pak nalezneme např. ve Wádí-Natrún založenou sv. Makariem. Postupně se tento mnišský způsob života začal rozšiřovat na mnoho míst Egypta a podle odhadů se přibližně polovina koptských mladých mužů ve 4. století stávala mnichy, anachorety, či poustevníky.

### Pouštní otcové
Jedná se o společenství mnichů, žijících v pouštních oblastech Egypta, Sýrie a Palestiny, jejichž život byl považován za velice příkladný. Bydleli v pouštních kaplích, ze kterých postupně vznikaly kláštery, na které se napojovala i další obydlí. Typické pro tyto stavby jsou vysoké hradby, neboť stále čelili nejrůznějším útokům. Otcové pouště jsou známí především svým přísně asketickým a duchovním životem, a mezi nejznámější z nich můžeme řadit sv. Antonína, Malcha, Isidora, Makaria z Alexandrie, Pachomia, Poiména, Hilariona a další. Otcové jsou, až na občasná setkání s koptskými rolníky, naprosto uzavřeni vůči světu kolem, a ve svých klášterech se věnují pěstování vína, oliv a duchovnímu rozjímání.

## Koptský kalendář a svátky
Koptové čelili po dlouhá staletí silnému nátlaku muslimů, ale i přes to se jim podařilo zachovat své tradice a svátky. Tyto tradice vydržely především díky koptským pouštním klášterům, kde na mě místní mniši dbali a učili je mladým generacím. Až v 19. století bylo povoleno koptům veřejně vyznávat své náboženství, protože ho oficiálně uznal první egyptský místokrál Mehmet Ali (1805–1849).
Koptský církevní kalendář se od našeho poněkud liší nejen svým počátkem, který je až v roce 284 n. l., ale také například počítáním přestupnosti roku, či dělením roku do 3 období podle závislosti na zemědělství (období záplav, období setby a období žní). Koptský kalendářní rok má, stejně jako náš, 365,25 dní, ale počet měsíců se o jeden liší. Má totiž měsíců celkem 13: 12 měsíců po 30 dnech a 13. měsíc, který má jen 5, či 6 dní, podle toho, zda je rok přestupný, nebo ne. Svátků má rovněž celou řadu, některé jsou společné všem křesťanům (Vánoce, Květná neděle, Velikonoce, Zelený čtvrtek, či Nanebevstoupení), některé jsou odlišné jako např. Epifanie, Útěk do Egypta, Zázrak v Káně Galilejské a další.

### Koptské Vánoce
Koptové slaví začátek Vánoc v noci z 6. na 7. ledna (tj. podle juliánského kalendáře). Vánoční obřad začíná asi ve 4 hodiny odpoledne a trvá asi do 2 hodin ráno, a během této doby se zpívají nejrůznější liturgické písně a modlitby, zapalují se svíce a mniši vyměňují svá doposud černá roucha za andělsky bílá. Účast na bohoslužbách je velice důležitá a to zejména při zpěvu. Při bohoslužbách se používá především arabština, ale nezřídka můžeme zaslechnout i koptštinu, např. při zpěvu liturgických hymnů.

## Koptové ve 21. století
Ve 21. století tvoří koptové křesťanskou menšinu hlavně v Egyptě, ale můžeme se s kopty setkat i v jiných státech. Jejich přesný počet lze těžko zjistit, neboť zdroje se značně liší. Nejčastější odhady jsou asi 9 milionů, z toho cca 300 tisíc v exilových diasporách. Oficiální vládní zprávy hovoří o 8 až 10 %, zprávy neoficiálních církevních zdrojů uvádí až 20 % obyvatel Egypta. Koptové jsou však stále pronásledováni muslimskými fanatiky, navzdory tomu provádějí úspěšně misijní činnost, a to hlavně v anglojazyčných západních zemích.
Poslední dobou dochází k výrazné emigraci koptských křesťanů z Egypta do okolních zemí i dál (USA, Kanada, Austrálie, Velká Británie), především kvůli muslimskému útlaku a diskriminaci. V r. 1995 koptský Svatý synod rozdělil dosud jedinou arcidiecézi Severní Ameriky. Vznikly tak diecéze 
1. Los Angeles a Jižní Kalifornie,
2. dále diecéze na jihu USA se sídlem v Dallasu,
3. třetí je diecéze New York a Nové Anglie (sídlo: Stony Point, stát New York)
4. a v Kanadě je diecéze se sídlem v Mississaugua, provincie Ontario.

Ostatní oblasti nadále spadají do arcidiecéze Severní Ameriky – pod jurisdikci koptského papeže. Její arcibiskup sídlí v Cedar Grove ve státě New Jersey. Celkem je v USA asi 200 farností a více než 40 v Kanadě.
Další dvě koptské diecéze jsou v Austrálii. Diecéze Sydney a diecéze Melbourne, ta zahrnuje i Nový Zéland a Fidži. Mají přes 50 farností.
Na Britských ostrovech jsou 4 koptské jurisdikce: 
1. diecéze Midlands (sídlo: Solihull, hrabství Warwickshire)
2. diecéze Skotska, Irska, Severovýchodní Anglie a přidružených oblastí (založ. 1995).
3. diecéze pod jurisdikcí koptského papeže, jejíž biskup sídlí ve Stevenage, Herts.

Ve Velké Británii a Irsku je tak celkem 32 farností. Od r. 1994 je tam též samostatná diecéze pro britské konvertity: Britská pravoslavná církev, v jejímž čele stojí metropolita Seraphim (Glastonbury) a sídlí v Londýně. Má 13 farností a misií, kde slouží 5 kněží a 7 jáhnů.  
Podle Rady církví na Středním východě, by koptové neměli opouštět svou zemi a spíše se snažit situaci diplomaticky zlepšit, o což se koptové snaží, i když část z nich raději mlčí, než aby se stali tamními vyvrheli. Podle údajů organizace, která hájí lidská práva, koptové nemají příliš šancí tuto situaci úspěšně řešit, neboť, podle jejich informací, ani v jedné z 26 egyptských provincií není žádný koptský guvernér, ze 127 egyptských vyslanců v zahraničí je pouze jeden z řad koptů, atp. Dle zpráv Rady je celková situace katolických i evangelických křesťanů i v dalších zemích Blízkého východu stále kritičtější.